# Обвинение (фильм)
«Обвинение» — советский художественный фильм, снятый режиссёром Владимиром Савельевым по сценарию Бориса Антонова и Ивана Менджерицкого на Киевской киностудии им. А. П. Довженко в 1984 году.
Премьера состоялась 2 июля 1984 года. Фильм посмотрели 3,3 млн. зрителей.

## Сюжет
Следователь Ярош расследует автокатастрофу, в результате которой погиб директор переводного автохозяйства Бойко. Он выявляет неверные методы руководства бывшего директора и устанавливает, что произошедшая авария была подстроена из-за бесхозяйственности и недобросовестности на предприятии.

## В ролях
- Михаил Волонтир — Владимир Сергеевич Ярош, следователь по особо важным делам
- Борис Плотников — Бутенко
- Эрнст Романов — Виктор Иванович Маслов, эксперт
- Николай Гринько — Слесаренко
- Сергей Иванов — Шашко
- Николай Шутько — Еременко
- Николай Слёзка — Коваль
- Леонид Яновский — Гаркавый
- Ирина Жалыбина — Зина
- Станислав Коренев — Сергей Кузьмич
- Николай Сектименко — Медведев, водитель
- Виктор Мирошниченко — Михайлюк
- Александр Александров — Меркулов

Помощь при съёмках фильма оказали работники АТП 15073 города Белгород-Днестровский в Одесской области.

## Съёмочная группа
- Режиссёр: Владимир Савельев
- Сценаристы: Борис Антонов, Иван Менджерицкий
- Операторы: Андрей Владимиров, Павел Степанов
- Художники: Виталий Волынский, Александр Даниленко
- Звукорежиссёр: Рэма Крупенина
- Композитор: Иварс Вигнерс